# Copris brittoni
Copris brittoni är en skalbaggsart som beskrevs av Ferreira 1962. Copris brittoni ingår i släktet Copris och familjen bladhorningar. Inga underarter finns listade i Catalogue of Life.